# Gary Cavaletto
Gary Cavaletto (* im 20. Jahrhundert) ist ein ehemaliger US-amerikanischer Schiedsrichter im American Football, der von der Saison 2003 bis 2021 in der NFL tätig war. Er trug die Uniform mit der Nummer 60.

## Karriere
Cavaletto startete seine NFL-Laufbahn als Field Judge, zur Saison 2015 wechselte er auf die Position des Side Judges.
Er war im Schiedsrichtergespann beim Super Bowl XLVI im Jahr 2012 in der Crew unter der Leitung von Hauptschiedsrichter John Parry.
Er beendete nach der Saison 2021 seine Feldkarriere.